# Leroboleng
Leroboleng (Indonesisch: Gunung Leroboleng) is een complexe vulkaan op het Indonesische eiland Flores in de provincie Oost-Nusa Tenggara.